# Oncopterus
Oncopterus is een monotypisch geslacht van straalvinnige vissen uit de familie van schollen (Pleuronectidae).

## Soort
- Oncopterus darwinii Steindachner, 1874